# Charilaos Trikoupis Messolonghi B.C.
El Charilaos Trikoupis Messolonghi B.C. (en griego: Χαρίλαος Τρικούπης Μεσολογγίου K.A.E.), conocido por motivos de patrocinio como Messolonghi Baxi, es un equipo de baloncesto griego con sede temporal en Agrinio, ya que la habitual es Mesolongi, que disputa la A1 Ethniki, la primera división del baloncesto heleno. Fue fundado en 1959. Disputa sus partidos en el pabellón Michalis Kousis Agrinio Indoor Hall, con capacidad para 1.500 espectadores. Forma parte del club polideportivo Gymnastikos Syllogos Charilaos Trikoupis Messolonghi.
El club lleva el nombre de Charilaos Trikoupis, quien sirvió durante siete mandatos como primer ministro de Grecia, en el siglo XIX.

## Historia
La asociación atlética matriz del club, GS Charilaos Trikoupis Messolonghi (Γ.Σ. Χαρίλαος Τρικούπης Μεσολογγίου) fue fundada en 1955. La sección de baloncesto masculino del club se fundó en 1959. De 1959 a 1971, el club organizó torneos de baloncesto locales y compitió en partidos amistosos. De 1971 a 1982, el club compitió en competiciones de ligas menores locales. A partir de la temporada 1982-83 comenzó a competir en la Asociación de Clubes de Baloncesto del Noroeste de Grecia de ligas menores regionales, o E.S.KA.V.D.E. (Ε.Σ.ΚΑ.Β.Δ.Ε). Para la temporada 1993-1994, el club ascendió a una competición nacional griega por primera vez, ya que se unió a la 4.ª División. Permaneció en la misma durante cinco temporadas consecutivas, hasta la temporada 1997–98, tras las que volvió a jugar en las competiciones locales y regionales.
Para la temporada 2015-16, Trikoupis se reincorporó a la 4.ª División. Posteriormente jugó en la 3.ª División por primera vez, en la temporada 2016-17. Ascendió a la A2 Ethniki, la 2.ª División por primera vez en la temporada 2018-19. A año siguiente logró ganar el campeonato, con un balance de 19-2, y así lograr el ascenso a la A1 Ethniki.

## Trayectoria
| Temporada | Nivel | División   | Pos. | G/P   | Copa de Grecia    | Competiciones europeas |  |
| --------- | ----- | ---------- | ---- | ----- | ----------------- | ---------------------- |  |
| 2015–16   | 4     | C Ethniki  | 3.º  | 19–8  |                   |                        |  |
| 2016–17   | 3     | B Ethniki  | 9.º  | 15–15 |                   |                        |  |
| 2017–18   | 3     | B Ethniki  | 2.º  | 22–6  | Fase 1. 2ª ronda  |                        |  |
| 2018–19   | 2     | A2 Ethniki | 5.º  | 17–14 | Fase 1. 2.ª ronda |                        |  |
| 2019–20   | 2     | A2 Ethniki | 1.º  | 19–2  | Fase 2. 1.ª ronda |                        |  |